# 开放车厢

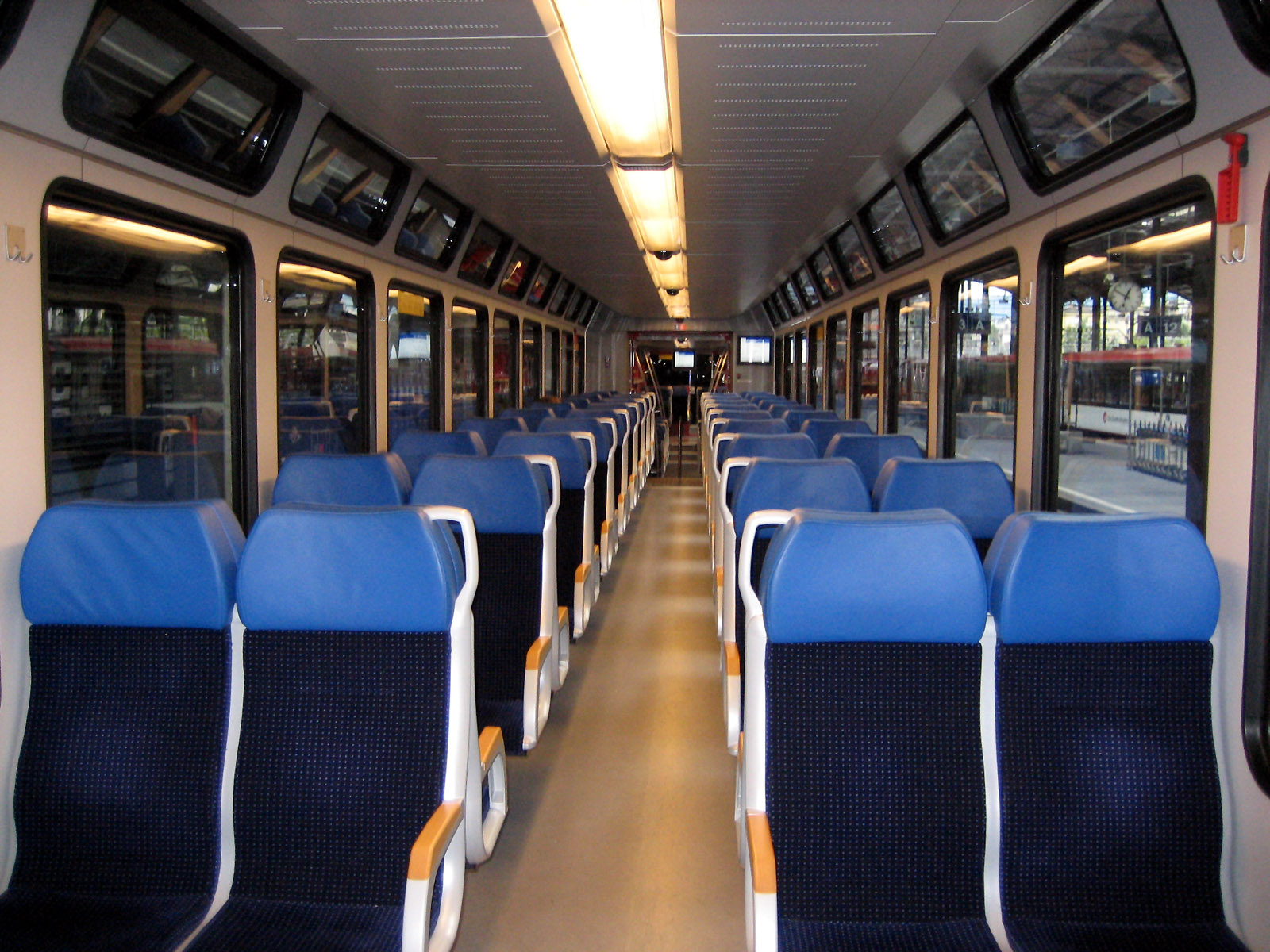
带有面对面座席布局的开放座车（二等车厢）

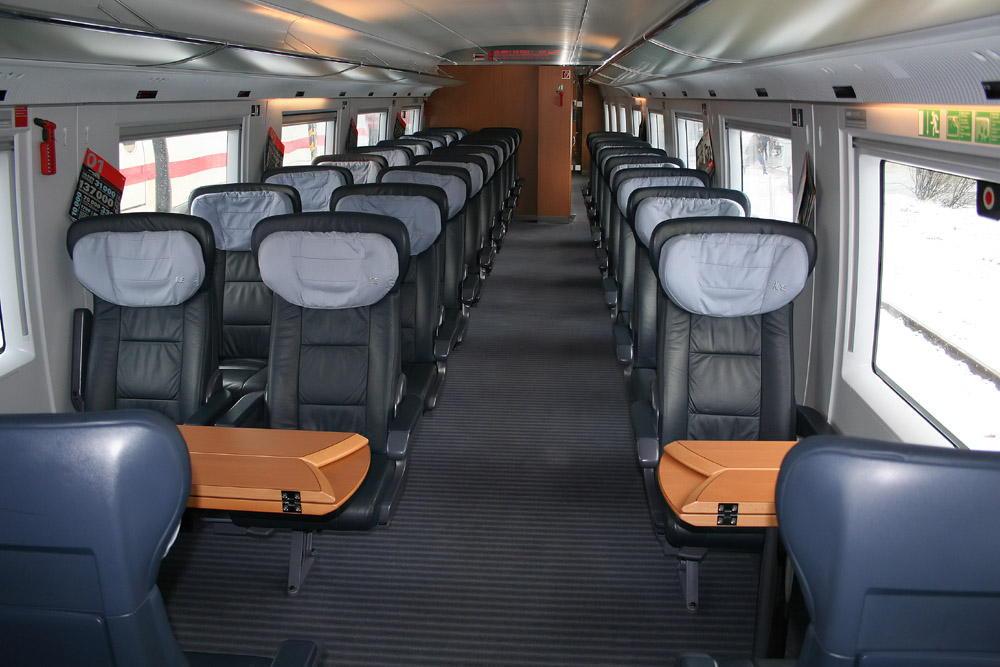
带有固定桌子的开放座车（一等车厢）

开放车厢或开放座车是铁路客车的一种形式 ，其座席会被置于一个或多个开放式的空间内，并配备连通车厢两端的中央过道。首个开放座车于19世纪上半叶在美国面世，其设计的参照物是当时广泛存在于美国的明轮蒸汽机船客舱。作为源自美国的产物，这一形式的车厢最初被称为“美式客车”（American system passenger coaches）或“美国车厢”（American coaches），并迅速传入欧洲铁路系统。最初，它们主要用于乡郊的区域交通服务，而在城际交通或长途运输则仍以隔间座车为主。也有一些铁路运营商，例如瑞士东北铁路和符腾堡王国国营铁路，则从一开始便将开放座车纳入所有的列车服务中。这也导致了在1870年至1871年的普法战争中，救援列车除了搭载不供暖的铁路货车外，也会搭载部分符腾堡车厢运送伤员。
从20世纪起，开放座车逐渐由短途客运服务扩展运用至长途客运服务。而在高速列车的编组中通常仅包含开放座车。
开放座车的座席可以采用面对面的布局或类似飞机风格、采用同一方向面对背的布局，部分座席可以按列车前进的方向进行旋转调整。面对面布局的座席通常设有固定的桌子，而面对背布局的座席则通常会在背部设有可折叠的小桌板。
开放座车几乎都配备有车厢贯通处。原本这是一个设于车厢两端的开放式平台，但自19世纪末以来，车厢贯通处通常会受到波纹管或橡胶连接器的保护。